# ミリオーニコ
ミリオーニコ（イタリア語: Miglionico）は、イタリア共和国バジリカータ州マテーラ県にある、人口約2,500人の基礎自治体（コムーネ）。

## 地理

### 位置・広がり

#### 隣接コムーネ
隣接するコムーネは以下の通り。
- フェッランディーナ
- グロットレ
- マテーラ
- モンテスカリオーゾ
- ポマーリコ

## 自然・環境
マテーラ、ミリオーニコ、グロットレにかけての Riserva regionale San Giuliano は、ラムサール条約登録湿地である。イタリアのラムサール条約登録地一覧も参照。

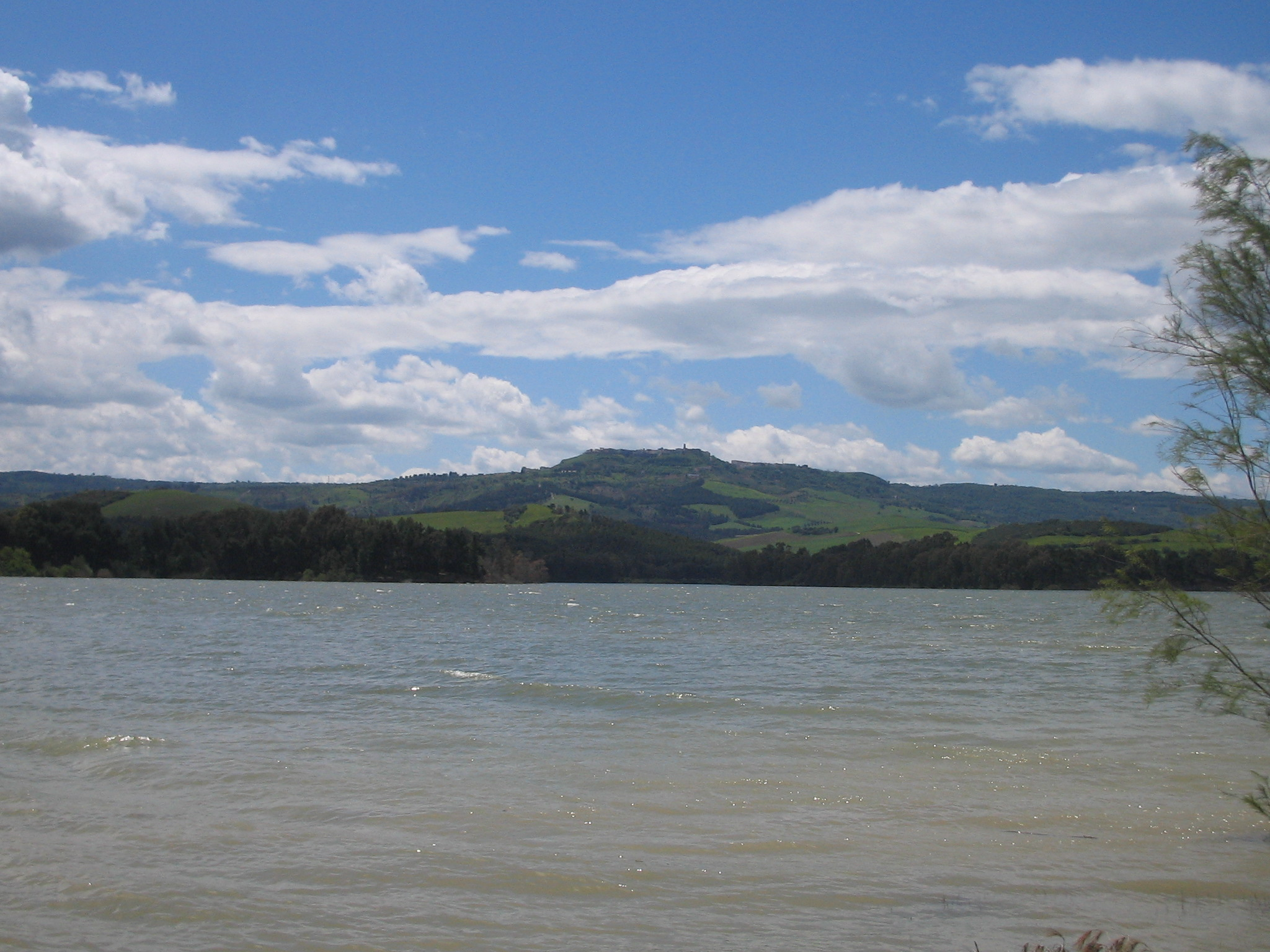